# Phreatia platychila
Phreatia platychila är en orkidéart som först beskrevs av Friedrich Fritz Wilhelm Ludwig Kraenzlin, och fick sitt nu gällande namn av Rudolf Schlechter. Phreatia platychila ingår i släktet Phreatia och familjen orkidéer. Inga underarter finns listade i Catalogue of Life.